# Petrus Ulmer
Petrus Ulmer OESA, auch unter dem Namen Petrus de Gamundia, (* in Schwäbisch Gmünd; † 1449 in Schwäbisch Gmünd) war ein deutscher Bischof und Weihbischof in Eichstätt, Freising und Bamberg.

## Leben
Petrus Ulmer stammte aus Schwäbisch Gmünd. Er war Mitglied des Ordens der Augustinereremiten. Am 27. November 1437 wurde zum er Titularbischof von Microcomien (auch Mikrokomias) und Weihbischof in Eichstätt ernannt. 1439/40 wirkte er im Bistum Bamberg, 1449 erscheint er als Hofprediger in München und Weihbischof in Freising. Im selben Jahr verstarb er und wurde in seiner Heimatstadt begraben.

## Wirken
Zwei Kirchweihen durch Ulmer im Bistum Bamberg sind belegt:
- die Kirche des heiligen Pankratius auf dem Gügel bei Scheßlitz (1439)
- die Erweiterung der Kirche in Kraftshof (1440)

Darüber hinaus sind Altarweihen durch Ulmer in den Bistümern Freising (Augustinerkirche München, 1449) und Bamberg (St. Johannis in Nürnberg, 1440) bekannt.